# درسة صفراء الصدر
درسة صفراء الصدر (الاسم العلمي: Emberiza aureola) (بالإنجليزية: Yellow-breasted Bunting)‏، هو طائر ينتمي إلى عنبريات (فصيلة: Emberizidae).

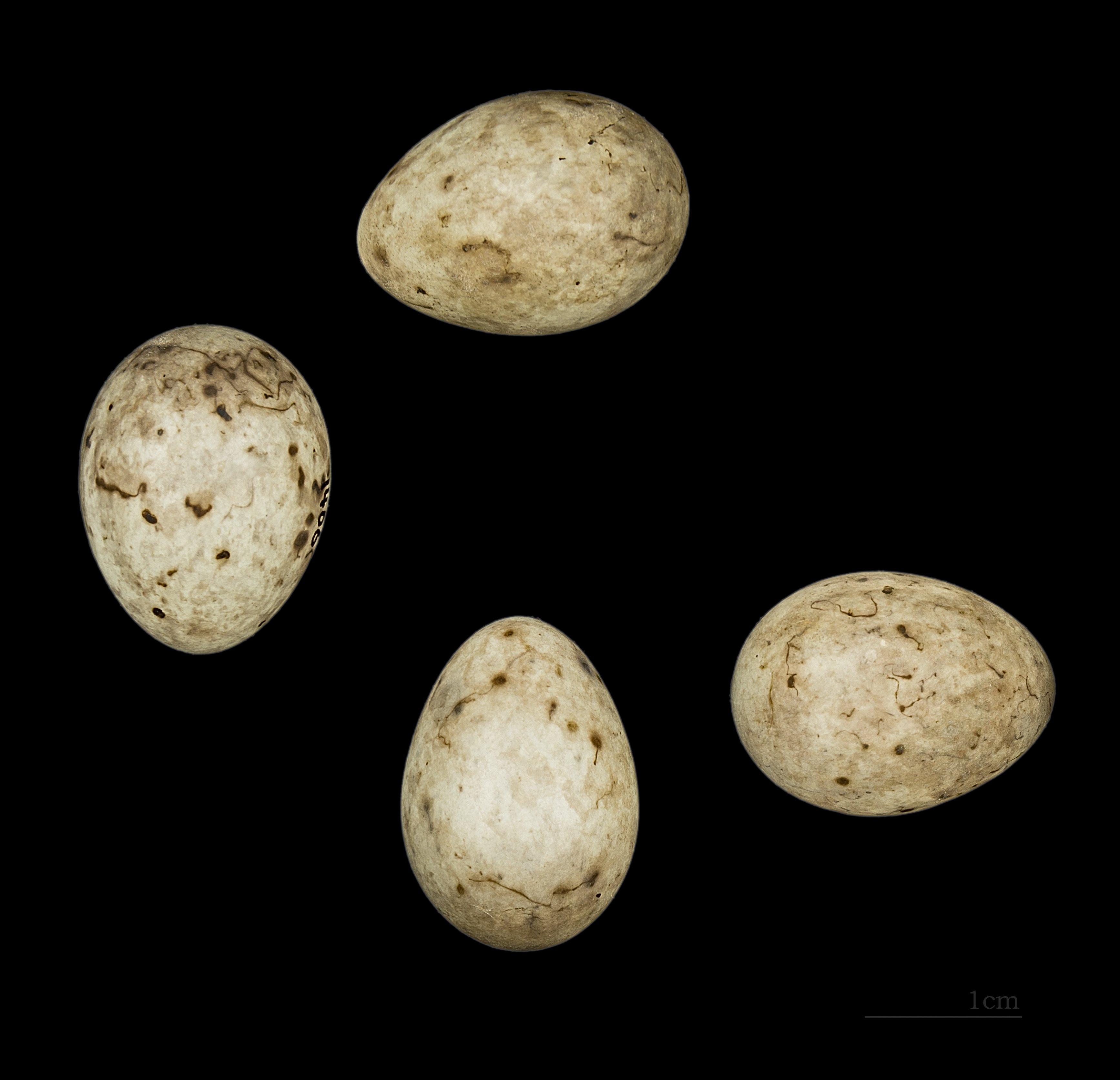
Emberiza aureola